# Éric Prodon
Éric Prodon (Parigi, 27 giugno 1981) è un ex tennista francese.
Ottiene il suo best ranking in singolare il 19 maggio 2008 raggiungendo la 115ª posizione del ranking ATP. Partecipa al Roland Garros nel 2000, 2002, 2008, 2011 e 2012 perdendo sempre al primo turno. Partecipa regolarmente al circuito challenger e futures dove ha conquistato 7 successi nei challenger e 19 nei futures. Nel 1999 ha terminato al 3º posto nel ranking junior ITF.

## Statistiche

### Singolare

#### Vittorie (26)
| Legenda         |
| Challengers (7) |
| Futures (19)    |

| N.  | Data              | Torneo                                | Superficie         | Avversario in finale     | Punteggio        |
| 1.  | 2 aprile 2000     | Egypt 2 Satellite W2 2000             | Terra rossa        | Remus Farcas             | 6-1, 6-3         |
| 2.  | 14 marzo 2004     | Italy 1 Satellite W2 2004, Messina    | Terra rossa        | Alessandro Accardo       | 6-0, 6-4         |
| 3.  | 21 marzo 2004     | Città di Caltanissetta, Caltanissetta | Terra rossa        | Nick Van Der Meer        | 7-5, 7-5         |
| 4.  | 8 maggio 2004     | Great Britain F2, Edimburgo           | Terra rossa        | Daniel Muñoz de la Nava  | 6-4, 6-3         |
| 5.  | 18 luglio 2004    | Germany F11, Treviri                  | Terra rossa        | Steve Darcis             | 6-3, 6-3         |
| 6.  | 23 ottobre 2005   | Italy F35, Lecce                      | Terra rossa        | Farruch Dustov           | 3-6, 6-4, 6-4    |
| 7.  | 18 marzo 2006     | Morocco F2, Marrakech                 | Terra rossa        | Fabio Colangelo          | 6-3, 6-3         |
| 8.  | 17 febbraio 2007  | Italy F1, Bari                        | Terra rossa indoor | Daniele Giorgini         | 6-2, 4-6, 6-2    |
| 9.  | 12 maggio 2007    | Great Britain F10, Edimburgo          | Terra rossa        | Diego Alvarez            | 7–6(5), 6-3      |
| 10. | 3 giugno 2007     | Poland F3, Cracovia                   | Terra rossa        | Dawid Olejniczak         | 7-5, 6-2         |
| 11. | 17 giugno 2007    | Belarus F3, Minsk                     | Terra rossa        | Cesar Ferrer-Victoria    | 6-4, 6-2         |
| 12. | 22 luglio 2007    | France F11, Saint-Gervais             | Terra rossa        | Vincent Millot           | 6-2, 6-2         |
| 13. | 5 agosto 2007     | Tampere Open, Tampere                 | Terra rossa        | Peter Luczak             | 6(4)–7, 6-4, 6-4 |
| 14. | 19 gennaio 2008   | Miami Challenger, Miami               | Terra rossa        | Adrián Menéndez Maceiras | 6-4, 6-4         |
| 15. | 28 marzo 2009     | Italy F4, Roma                        | Terra rossa        | Leandro Migani           | 4-6, 7–6(1), 6-3 |
| 16. | 27 giugno 2009    | Germany F7, Treviri                   | Terra rossa        | Marius Zay               | 6-2, 6-4         |
| 17. | 24 gennaio 2010   | USA F2, Hollywood                     | Terra rossa        | Stefano Ianni            | 6-4, 7–6(2)      |
| 18. | 31 gennaio 2010   | USA F3, Tamarac                       | Terra rossa        | Cătălin-Ionuţ Gârd       | 2-6, 7–6(3), 6-4 |
| 19. | 14 febbraio 2010  | Egypt F2, Giza                        | Terra rossa        | Axel Michon              | 6-3, 6-4         |
| 20. | 1º maggio 2010    | Great Britain F5, Bournemouth         | Terra rossa        | Mikhail Vasiliev         | 7–6(3), 6-1      |
| 21. | 15 maggio 2010    | Great Britain F7, Newcastle           | Terra rossa        | Mathieu Rodrigues        | 6-3, 3-6, 6-1    |
| 22. | 1º agosto 2010    | Tampere Open, Tampere                 | Terra rossa        | Leonardo Tavares         | 6-4, 6-4         |
| 23. | 12 settembre 2010 | Brașov Challenger, Brașov             | Terra rossa        | Jaroslav Pospíšil        | 7–6(1), 6-3      |
| 24. | 30 gennaio 2011   | Open Bucaramanga, Bucaramanga         | Terra rossa        | Fernando Romboli         | 6-3, 4-6, 6-1    |
| 25. | 17 luglio 2011    | Polish Open Challenger, Sopot         | Terra rossa        | Nikola Ciric             | 6-1, 6-3         |
| 26. | 31 luglio 2011    | Tampere Open, Tampere                 | Terra rossa        | Augustin Gensse          | 6-1, 3-6, 6-2    |

#### Sconfitte in finale (23)
| Legenda         |
| Challengers (8) |
| Futures (15)    |

| N.  | Data              | Torneo                                 | Superficie  | Avversario in finale | Punteggio           |
| 1.  | 20 febbraio 2000  | Cuba Masters Satellite W1              | Cemento     | Ricardo Schlachter   | 6-0, 6(3)–7, 6(6)–7 |
| 2.  | 15 aprile 2001    | Spain 4 Satellite W1, Valencia         | Terra rossa | Fernando Verdasco    | 2-6, 2-6            |
| 3.  | 17 giugno 2001    | Italy F7, Torino                       | Terra rossa | Igor' Kunicyn        | 4-6, 1-6            |
| 4.  | 24 giugno 2001    | Germany F6, Kassel                     | Terra rossa | Mike Scheidweiler    | 7-5, 1-6, 4-6       |
| 5.  | 28 aprile 2002    | Italy 2 Satellite W3                   | Terra rossa | Alan Mackin          | 6-2, 5-7, 3-6       |
| 6.  | 5 maggio 2002     | Italy 2 Satellite W4                   | Terra rossa | Marc Gicquel         | 3-6, 5-7            |
| 7.  | 25 luglio 2004    | Tampere Open, Tampere                  | Terra rossa | Boris Pašanski       | 2-6, 6-3, 2-6       |
| 8.  | 25 maggio 2007    | Algeria F3, Algeri                     | Terra rossa | Rabie Chaki          | 6-4, 4-6, 4-6       |
| 9.  | 23 giugno 2007    | Belarus F4, Minsk                      | Terra rossa | Deniss Pavlovs       | 2-6, 2-6            |
| 10. | 15 luglio 2007    | France F10, Bourg-En-Bresse            | Terra rossa | Benoît Paire         | 6-2, 2-6, 3-6       |
| 11. | 26 agosto 2007    | Internazionali di Manerbio, Manerbio   | Terra rossa | Jiří Vaněk           | 0-6, 4-6            |
| 12. | 2 settembre 2007  | Black Forest Open, Freudenstadt        | Terra rossa | Ivo Minář            | 5-7, 3-6            |
| 13. | 3 maggio 2008     | Roma Open, Roma                        | Terra rossa | Eduardo Schwank      | 3-6, 7–6(2), 6(3)–7 |
| 14. | 18 maggio 2008    | Aarhus Challenger, Aarhus              | Terra rossa | Daniel Gimeno Traver | 5-7, 5-7            |
| 15. | 12 ottobre 2008   | Portugal F8, Espinho                   | Terra rossa | Marek Semjan         | 6(5)–7, 3-6         |
| 16. | 31 gennaio 2009   | Morocco F1, Casablanca                 | Terra rossa | Lamine Ouahab        | 3-6, 1-6            |
| 17. | 7 febbraio 2009   | Morocco F2, Rabat                      | Terra rossa | Lamine Ouahab        | 5-7, 5-7            |
| 18. | 21 giugno 2009    | Germany F6, Marburgo                   | Terra rossa | Nils Langer          | 1-6, 6-4, 4-6       |
| 19. | 7 marzo 2010      | Turkey F1, Antalia                     | Terra rossa | Jesse Huta Galung    | 6(4)–7, 0-6         |
| 20. | 10 luglio 2010    | Germany F8, Roemerberg                 | Terra rossa | David Goffin         | W/O                 |
| 21. | 13 marzo 2011     | Santiago Challenger, Santiago del Cile | Terra rossa | Máximo González      | 5-7, 6-0, 2-6       |
| 22. | 18 settembre 2011 | Szczecin Open, Stettino                | Terra rossa | Rui Machado          | 6-2, 5-7, 2-6       |
| 23. | 29 luglio 2012    | Tampere Open, Tampere                  | Terra rossa | João Sousa           | 6(5)–7, 4-6         |

### Doppio

#### Vittorie (2)
| Legenda doppio  |
| Challengers (1) |
| Futures (1)     |

| N. | Data             | Torneo                                | Superficie  | Compagno        | Avversari in finale                   | Punteggio   |
| 1. | 21 marzo 2004    | Italy 1 Satellite W3, Messina         | Terra rossa | Stéphane Huet   | Daniele Giorgini Manuel Jorquera      | 7-5, 6-2    |
| 2. | 21 febbraio 2009 | Morocco Tennis Tour - Tanger, Tangeri | Terra rossa | Augustin Gensse | Giancarlo Petrazzuolo Simone Vagnozzi | 6-1, 7–6(3) |

#### Sconfitte in finale (5)
| Legenda doppio |
| Futures (5)    |

| N. | Data             | Torneo                        | Superficie     | Compagno          | Avversari in finale                           | Punteggio   |
| 1. | 5 marzo 2000     | Cuba Masters Satellite W3     | Cemento        | Thierry Ascione   | Marc Canovas-Martos Carlos Castellanos-Miguel | 4-6, 3-6    |
| 2. | 1º febbraio 2004 | France F2, Feucherolles       | Cemento indoor | Stéphane Huet     | Jean-Michel Péquery Nicolas Tourte            | 6(6)–7, 4-6 |
| 3. | 7 marzo 2004     | Italy 1 Satellite W1, Messina | Terra rossa    | Stéphane Huet     | Daniele Giorgini Manuel Jorquera              | W/O         |
| 4. | 30 gennaio 2009  | Morocco F1, Casablanca        | Terra rossa    | Romain Hardy      | Mohamed Saber Mehdi Ziadi                     | 2-6, 1-6    |
| 5. | 6 marzo 2010     | Turkey F1, Antalya            | Terra rossa    | Jesse Huta Galung | Marco Mirnegg Herbert Wiltschnig              | 1-6, 2-6    |